# Лигорио, Пирро
Пирро Лигорио (итал. Pirro Ligorio; 1 февраля 1513, Неаполь — 30 октября 1583 или 26 февраля 1583, Феррара) — итальянский живописец-маньерист, архитектор-декоратор, археолог и антиквар XVI века. Автор оригинальной истории искусства в 24-х томах. Помимо учёных занятий приобрёл известность «искусного фальсификатора латинских надписей».

## Биография
Сохранилось мало сведений о ранних годах будущего живописца и архитектора. Известно, что он родился в Неаполе, в знатной неаполитанской семье, когда город всё ещё находился под властью Испании, но точных сведений о дне и месяце рождения не найдено. Отчасти это связано с отсутствием документов. Первые тридцать лет его жизни считаются почти полностью загадочными. Краткие сведения о творчестве и произведениях художника приводит известный историограф того времени Джованни Бальоне в «Жизнеописаниях живописцев, скульпторов и архитекторов» (1644), но они, как было установлено позднее, полны неточностей и ошибок.
По обычаю аристократических семей, образование, в том числе художественное, получил дома, не имея непосредственного опыта работы в ремесленных мастерских.
В 1534 году Пирро Лигорио переехал в Рим и начал свою художественную деятельность с монохромных сграффито на фасадах зданий. Но со временем от этих произведений ничего не осталось; украшение лоджии Палаццо д’Урбино на Виа дель Корсо восходит к 1542 году, а около 1545 года художник украсил молельню Сан-Джованни-Деколлато в Риме двумя фресками: «Танец Саломеи» и «Усекновение головы Иоанна Крестителя» (росписи не сохранились). Известно также, что он работал для благородной семьи Караффа. Лигорио в своих ранних декоративных работах что использовал мотивы античного гротеска, и сохранял интерес к этой теме и в последующих проектах.
В 1548 году художник стал членом Папской академии виртуозов Пантеона. В 1549 году Пирро Лигорио перешёл на службу к кардиналу Ипполито II д’Эсте и всё реже обращался к живописи. Он тщательно изучал в папской столице античные скульптуры и руины древнеримской архитектуры, а также археологические находки, в том числе монеты и медали. Благодаря этим находкам Пирро Лигорио стал заядлым антикваром. Под патронажем кардинала Ипполито II д’Эсте он проводил раскопки на руинах древнеримской виллы императора Адриана в Тиволи.
По заказу кардинала Пирро Лигорио строил Палаццо ди Монте-Джордано и проектировал свой шедевр — Виллу д’Эсте в Тиволи. Кардинал задумал разбить парк на крутом склоне у дворца. Главным архитектором был Джованни Альберто Гальвани, но Пирро Лигорио взял на себя ответственность за обширные и замысловатые сады виллы. Проект создания парка между церковью Святого Петра и средневековыми стенами Пирро Лигорио окончательно оформил к 1560 году. В своём проекте он отразил впечатления от раскопок на древнеримской вилле Адриана, расположенной поблизости; ему помогало множество художников и ремесленников. В садах имеется множество гидротехнических сооружений и фонтанов (Лигорио использовал свои знания и навыки в области проектирования акведуков), а также коллекция античной скульптуры.
Убранство виллы было призвано подчеркнуть её высокий престиж как места встречи литераторов, поэтов и музыкантов. Отделка залов, начатая в 1563 году, проходила под руководством Джироламо Муциано, а затем — Ливио Агрести и Федерико Цуккаро. Пирро Лигорио участвовал в создании «Священной рощи», или «Парка чудищ», на вилле Бомарцо, отчасти используя композиционные приёмы парка Виллы д’Эсте.
Опубликовав в 1553 году «Книгу о цирках и амфитеатрах», в 1557 году Пирро Лигорио стал архитектором папы Павла IV (1555—1559), для которого он начал работу над «Фонтана дель Боскетто» в Ватиканских садах и возведение здания, строительство которого было остановлено из-за финансовых трудностей; поэтому позднее оно получило имя преемника папы — Пия IV (1559—1565) и стало называться Казино («домик») Пия IV или Вилла Пия.
Швейцарский историк Якоб Буркхардт назвал Виллу Пия «самым красивым дневным убежищем, созданным современной архитектурой».
В 1560 году по проекту Лигорио было завершено строительство Палаццо де Торрес, ныне Палаццо Ланчелотти, и началось обустройство «Кортиле дель Бельведер» — внутреннего двора Апостольского дворца в Ватикане, в котором была устроена огромная экседра c установленной в нише большой, почти четырёхметровой бронзовой шишкой пинии (итал. pigna — сосновая шишка) — произведение поздней античности, вывезенное из императорского дворца в Константинополе. «Фонтан пинии» (из шишки била вода) вначале установили рядом с Пантеоном, затем, в Средние века, перенесли во двор Старой базилики Святого Петра, в 1562 году по проекту Лигорио установили на нынешнее место. По сторонам пинии симметрично поставили бронзовые изображения павлинов — копии тех, что украшали гробницу императора Адриана, ныне Замок Святого Ангела (oригинальные павлины находятся в Палаццо Нуово Капитолийского музея). Эта причудливая композиция дала название двору Бельведера — «Двор Пинии» (Cortile della Pigna).
В 1561 году Пирро Лигорио опубликовал карту древнего Рима (Antiquae Urbis Imago) и начал работу над Палаццетто ди Пио IV на Виа Фламиния, которое включал уже существующий фонтан построенный в 1553 году Бартоломео Амманати.
Другим вкладом Лигорио в Бельведерский двор было создание театра под открытым небом на южной оконечности двора, постройка была завершена в мае 1565 года. Однако в XVIII веке театр был снесён и заменен стеной.
В Риме Пирро Лигорио работал в большой мастерской Микеланджело Буонарроти. Однако он решился критиковать проект Собора Святого Петра, созданный Микеланджело, авторитет которого был в Риме беспрекословным, и уже через год по доносу потерял престижное место папского архитектора. После смерти Буонарроти в 1564 году он и архитектор Джакомо да Виньола возглавили строительство соборa. Однако, Лигорио снова захотел изменить проект и был уволен в 1568 году. Ранее, 1 августа 1565 года с Лигорио уже случилось несчастье: он на месяц попал в тюрьму по обвинению в краже древностей, имевшихся на строительной площадке. Его признали невиновным, но этот эпизод побудил его позднее покинуть Рим.
Лигорио вернулся на службу к Ипполито д’Эсте; с 1567 года, работал над усовершенствованием фонтанной системы виллы д’Эсте в Тиволи. В 1568 году Пирро Лигорио переехал с женой и детьми в Феррару, где герцог Альфонсо II д'Эсте назначил его антикварием (хранителем коллекции антиков). Он также получил должность лектора в Университете Феррары. В основные обязанности Лигорио входили проектирование и формирование герцогской библиотеки и организация антикварного музея при дворе герцога Альфонсо. В 1580 году Пирро Лигорио был назван почётным гражданином Феррары.
В Ферраре Лигорио создал несколько архитектурных произведений, в том числе гробницу Лудовико Ариосто (разрушена в XVII веке) и здание библиотеки герцога Альфонсо. Затем он разработал картоны для гобеленов, позаботился о сценографическом оформлении празднества по случаю визита Генриха III Французского в Феррару. В Ферраре Лигорио работал также как инженер-гидравлик над сооружением защитных сооружений от наводнений.
Он умер в Ферраре 26 февраля 1583 года (по одной из версий из-за падения на стройке) и был похоронен в местной больничной церкви Святой Анны. Он оставил свою вторую жену Барбару и двух дочерей: Эрсилию, бенедиктинку в аббатстве Сан-Антонио в Ферраре, и Лукрецию, которая много лет находилась на службе у Донны Костанца де Маттеи в Риме, а также четырёх сыновей: Акилле, Паоло, Эрколе и Чезаре Габриэле.

## Наследие
2 декабря 1560 года за вклад в культуру и архитектуру города Пирро Лигорио был удостоен звания почётного римского гражданина. Это была большая честь, которой в XVI веке были удостоены только три человека: Микеланджело, Тициан и фра Гульельмо делла Порта. До конца своей жизни Лигорио идентифицировал себя как неаполитанского гражданина по рождению и римского гражданина по призванию. Жермен Базен отмечал, что Пирро Лигорио, чьё творческое наследие «весьма невелико, а иногда и трудно установимо», тем не менее, одним из первых «восстал против разрушения вновь открытых памятников, которые использовались как материал для новых построек» и для расчистки площадок для последующих раскопок.
В автобиографическом отрывке, опубликованном историком XX века Дэвидом Коффином, Лигорио отмечал, что использовал рисование «не для того, чтобы сделать себя прибыльным в искусстве живописи, а для того, чтобы иметь возможность изобразить древние вещи или здания в перспективе и в профиль». В настоящее время атрибутировано 253 фигуративных и орнаментальных рисунка, приписываемых Лигорио. Среди них: изображения античных памятников, археологических находок, деталей античного декора, эскизы фасадных росписей и много другое. В эпилоге своего исследования Д. Коффин описывает личность Лигорио как «обладающую тремя основными чертами: любопытством, воображением и амбициями».
Любопытство Лигорио привело его к реализации множества произведений, включая живопись, садово-парковые и инженерные сооружения, садоводство, картографию и археологию. Его воображение можно увидеть в новаторском сочетании ботаники, скульптуры, мифологических аллюзий и гидротехнических сооружений в садах Виллы Тиволи. Его амбиции раздражали современников. В частности, Лигорио нашёл врага в лице своего коллеги-архитектора эпохи Возрождения Джорджо Вазари, который отказался включить биографию Лигорио в первый вариант своих «Жизнеописаний». Подобные факты оказывали негативное влияние на последующие оценки наследия Лигорио и сделало его жизнь менее документированной по сравнению с его коллегами.
Лигорио составил значительный компендиум античных надписей. В 1553 году он опубликовал «Книгу о древностях Рима» (Libro delle antichità di Roma), включающую описание памятников и топографическую карту древнего Рима на материале нескольких планов, составленных в 1552, 1553 и 1561 годах. Несмотря на важный вклад в изучение римских древностей, сочинения Лигорио были встречены критически; в частности, ему было предъявлено обвинение в масштабной подделке документов и искажении или даже фальсификации античных надписей. Однако существенных доказательств таких подлогов выявлено не было.
Пирро Лигорио работал над огромным, задуманным в 24-х томах, сочинением по истории искусства от античности до эпохи римского маньеризма — подлинной энциклопедии с множеством гравюр. Но издание не было осуществлено. Гравюры и рукописные тексты в настоящее время раcсеяны и хранятся в Национальной библиотеке в Париже, в Туринской библиотеке, в Неаполе, Оксфорде и Ферраре. В энциклопедическом труде Лигорио содержатся сведения по истории, топографии, сюжетам и темам древнего искусства (в первых восемнадцати томах — в алфавитном порядке). «Этот огромный свод познаний, — писал Ж. Базен — перед которым у исследователей прямо-таки опускались руки, мало кто использовал в дальнейшем. Но тот специалист или группа специалистов, которые взвалили бы на себя нелёгкий труд, связанный с публикацией этого неизданного сочинения, вскоре убедились бы, что перед ними образец подлинно научного исследования, сопоставимого с исследованиями более позднего времени. Лигорио грезил об античности и видел её сквозь призму своего маньеристского понимания».
В 1987 году был в Италии был создан Национальный комитет по изучению и совершенствованию работ Пирро Лигорио с целью углубления знаний и активизации его обширного художественного, архитектурного, исторического и археологического наследия.
В 1989 году национальный Учебный центр содействовал созданию Комиссии по изданию произведений Пирро Лигорио. Указом Президента республики в 1989 году в сотрудничестве с Центром исследований культуры Рима была создана Национальная комиссия по творчеству Пирро Лигорио. Комиссия работает над изданием рукописей и сочинений Лигорио, от первых античных кодексов, хранящихся в Париже, Турине и Оксфорде, до Энциклопедии античного мира, разделенной на 24 тома.

## Галерея

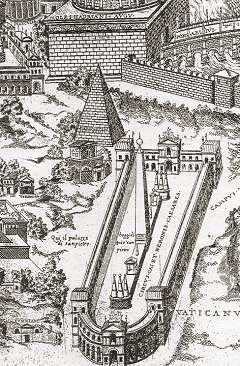
Карта античного Рима между Цирком Нерона и Мавзолеем Адриана. Гравюра из «Книги о древностях Рима» (Libro delle antichità di Roma). 1553
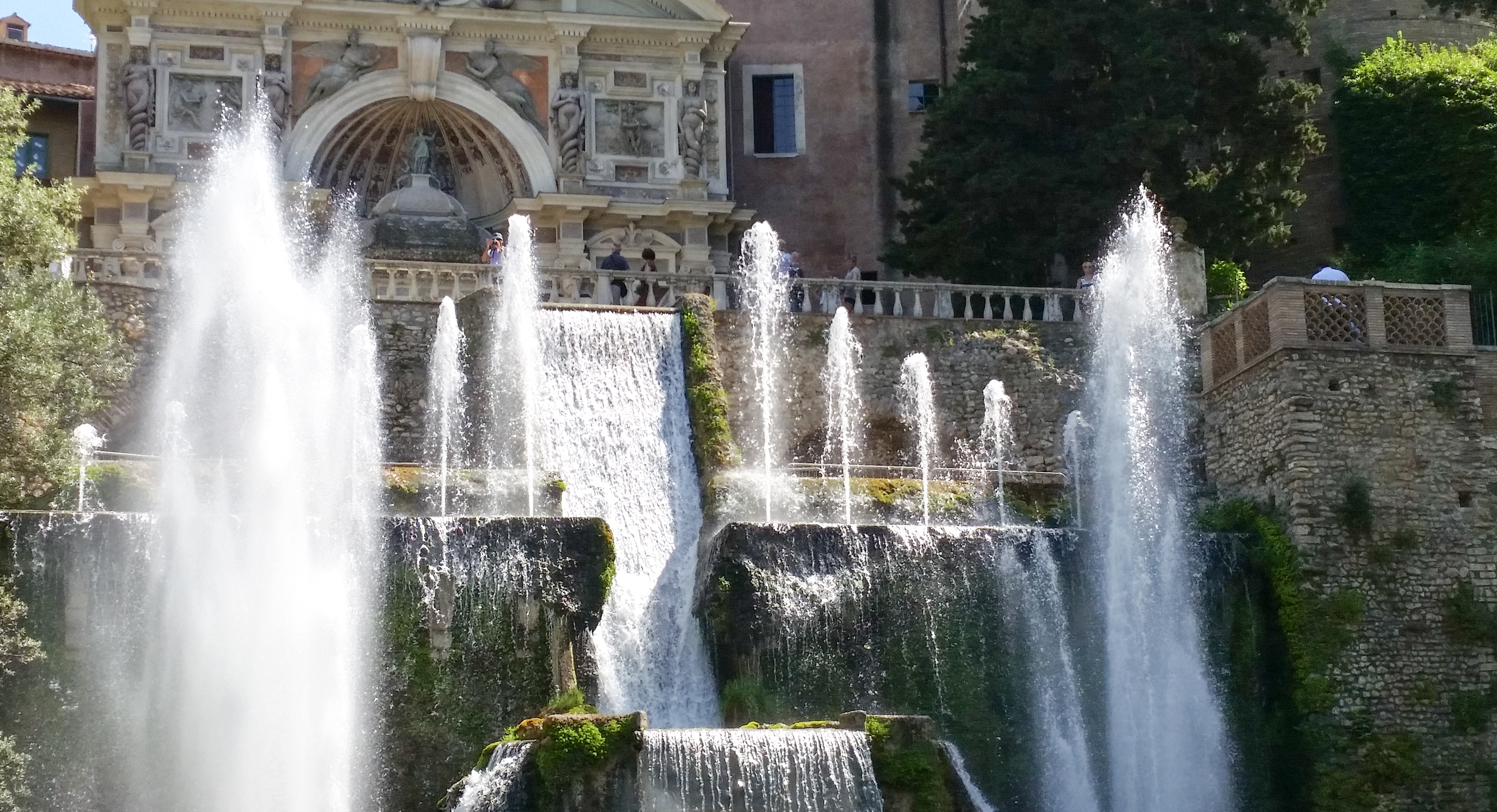
Фонтаны Виллы Д’Эсте в Тиволи
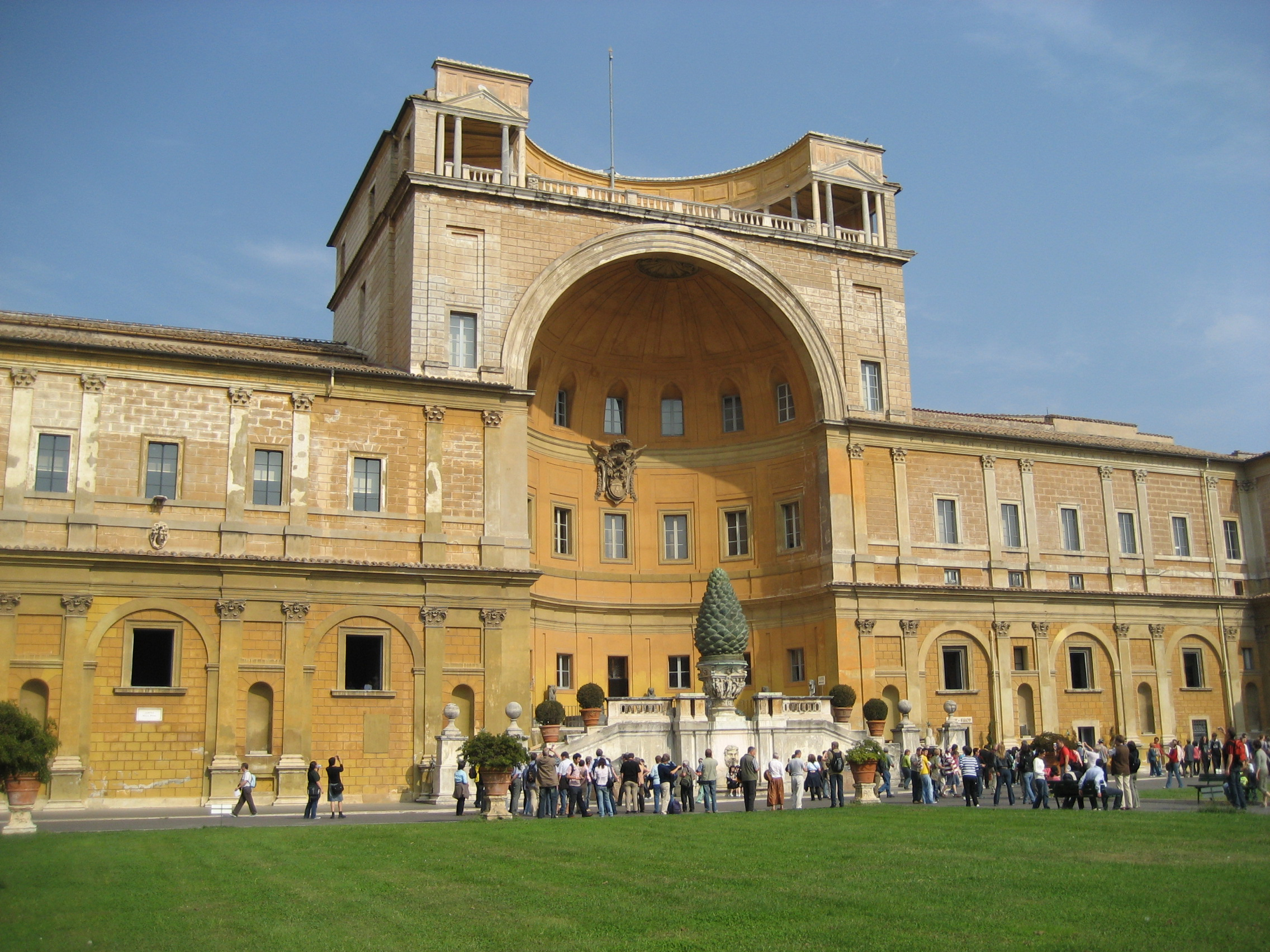
«Двор Пинии» (Cortile della Pigna). 1562. Апостольский дворец, Ватикан
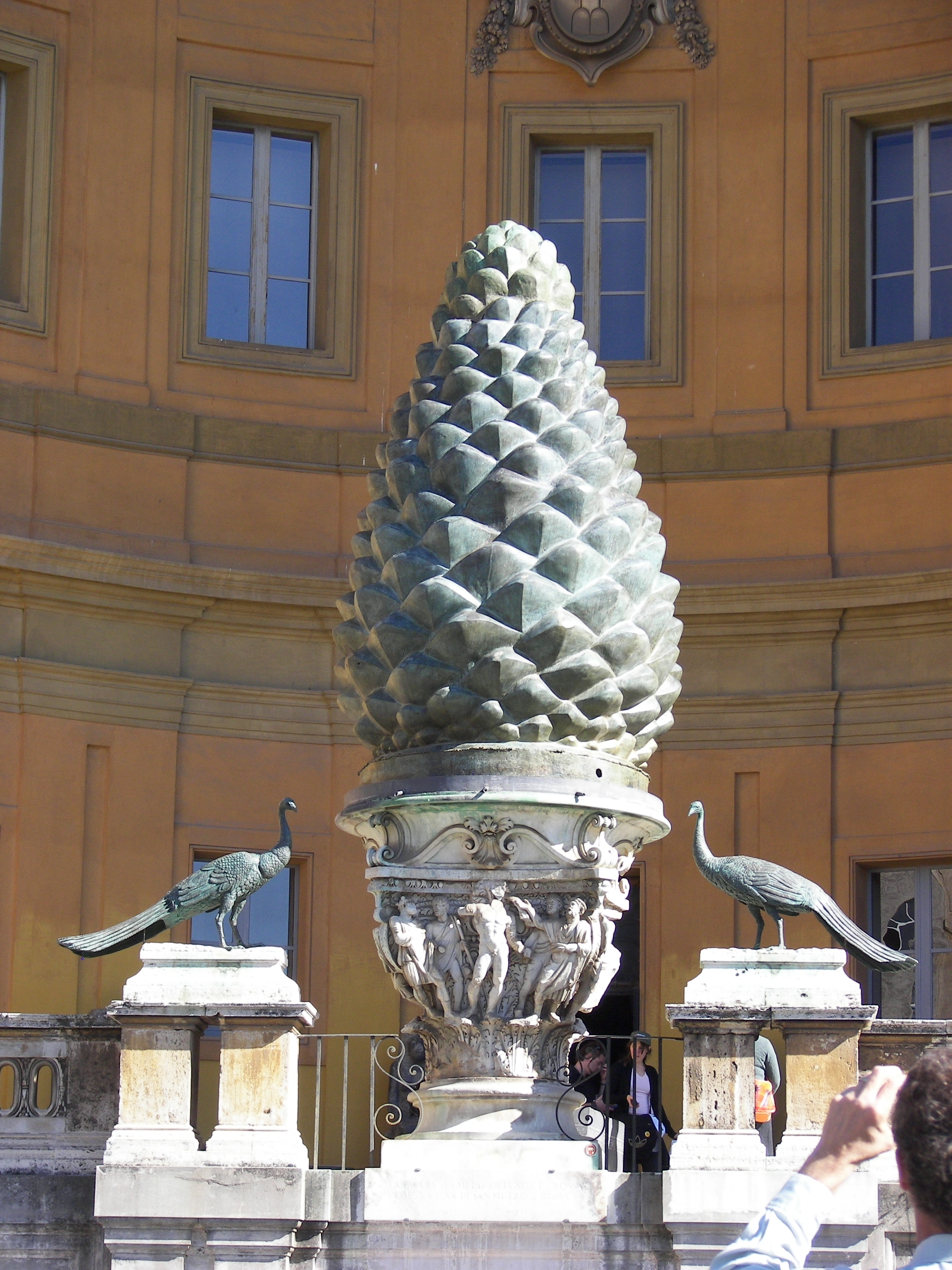
«Фонтан пинии»
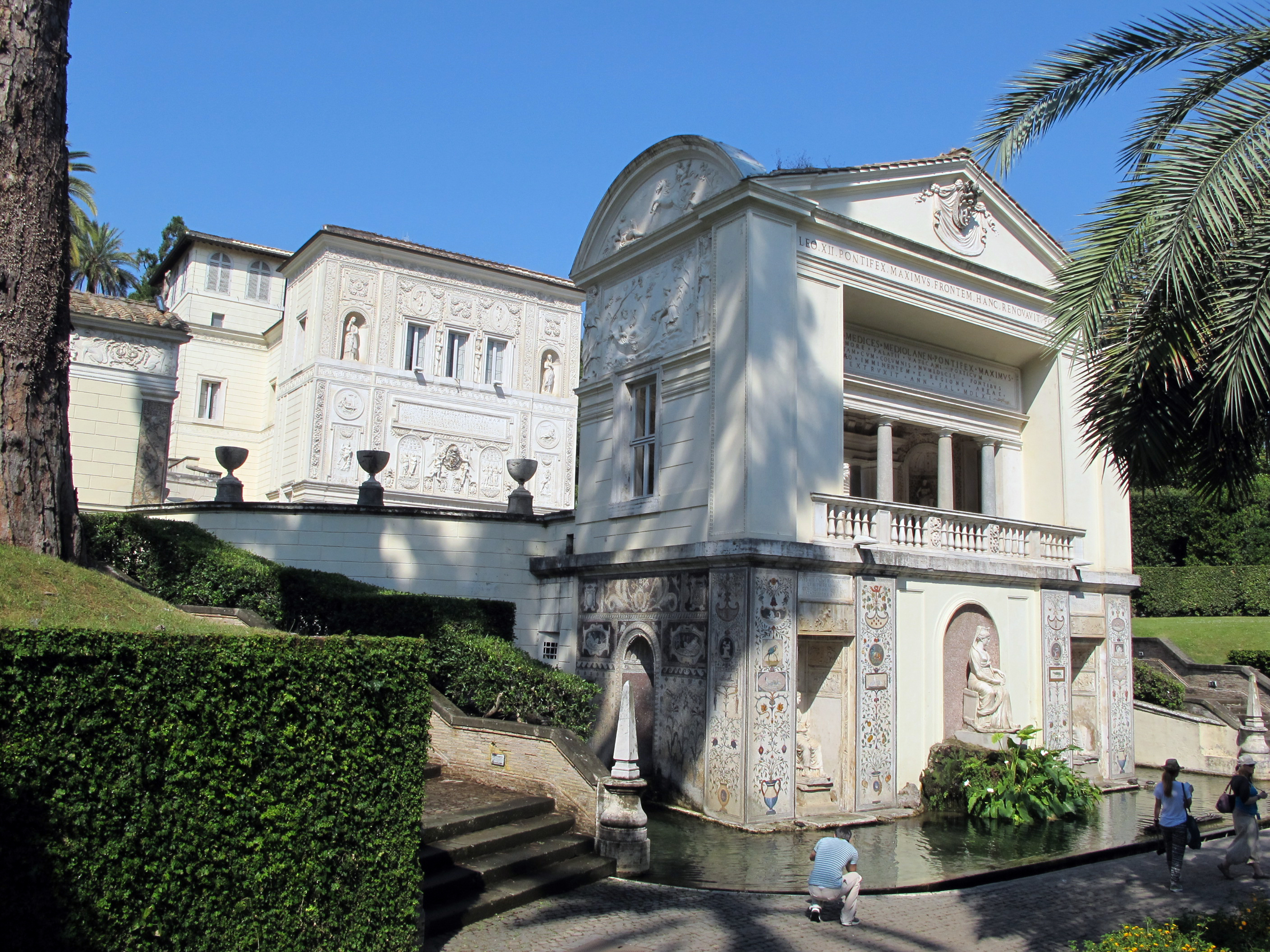
Казино Пия IV. Сады Ватикана. 1558—1563
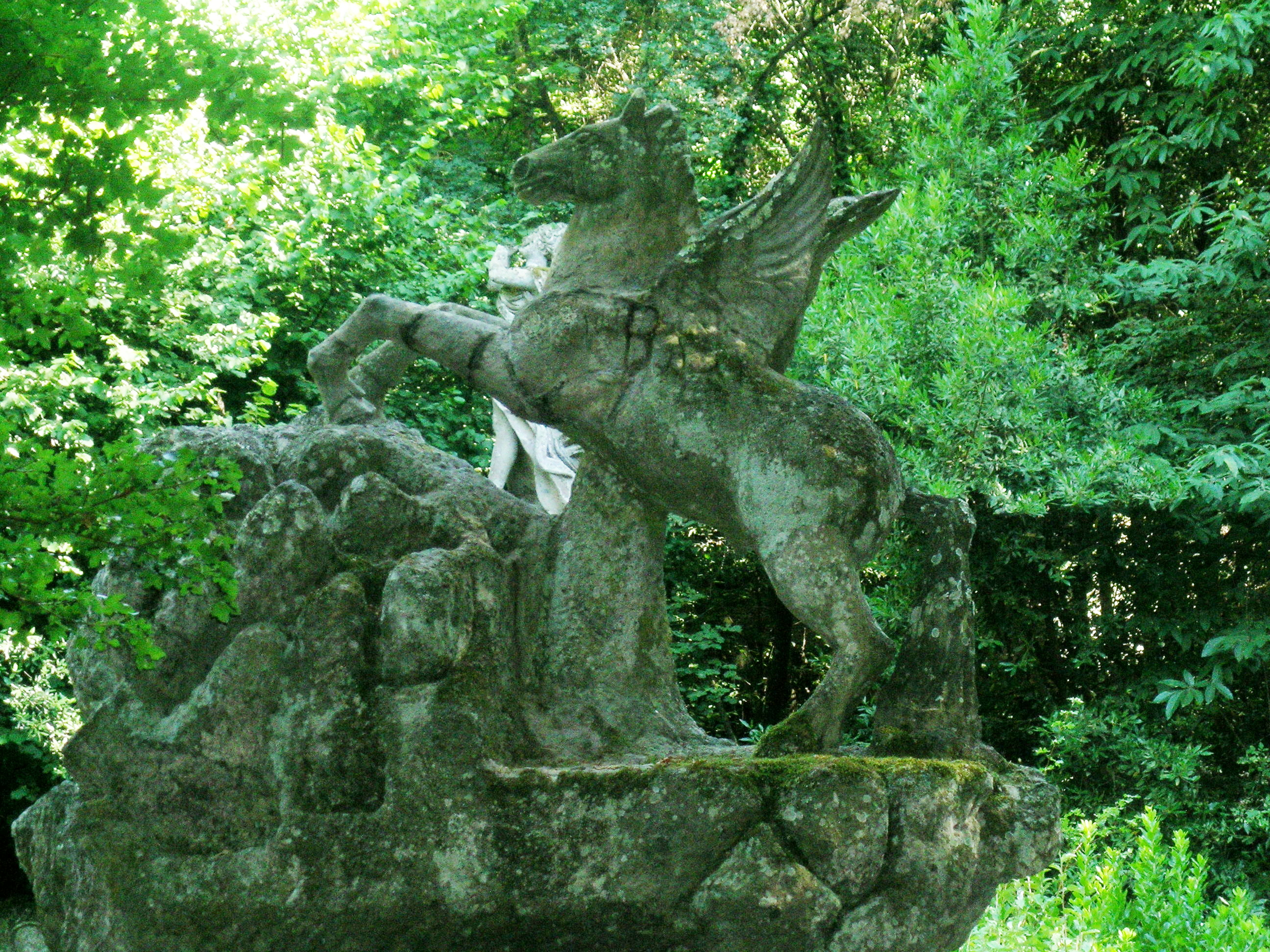
«Пегас». «Парк чудищ» в Бомарцо
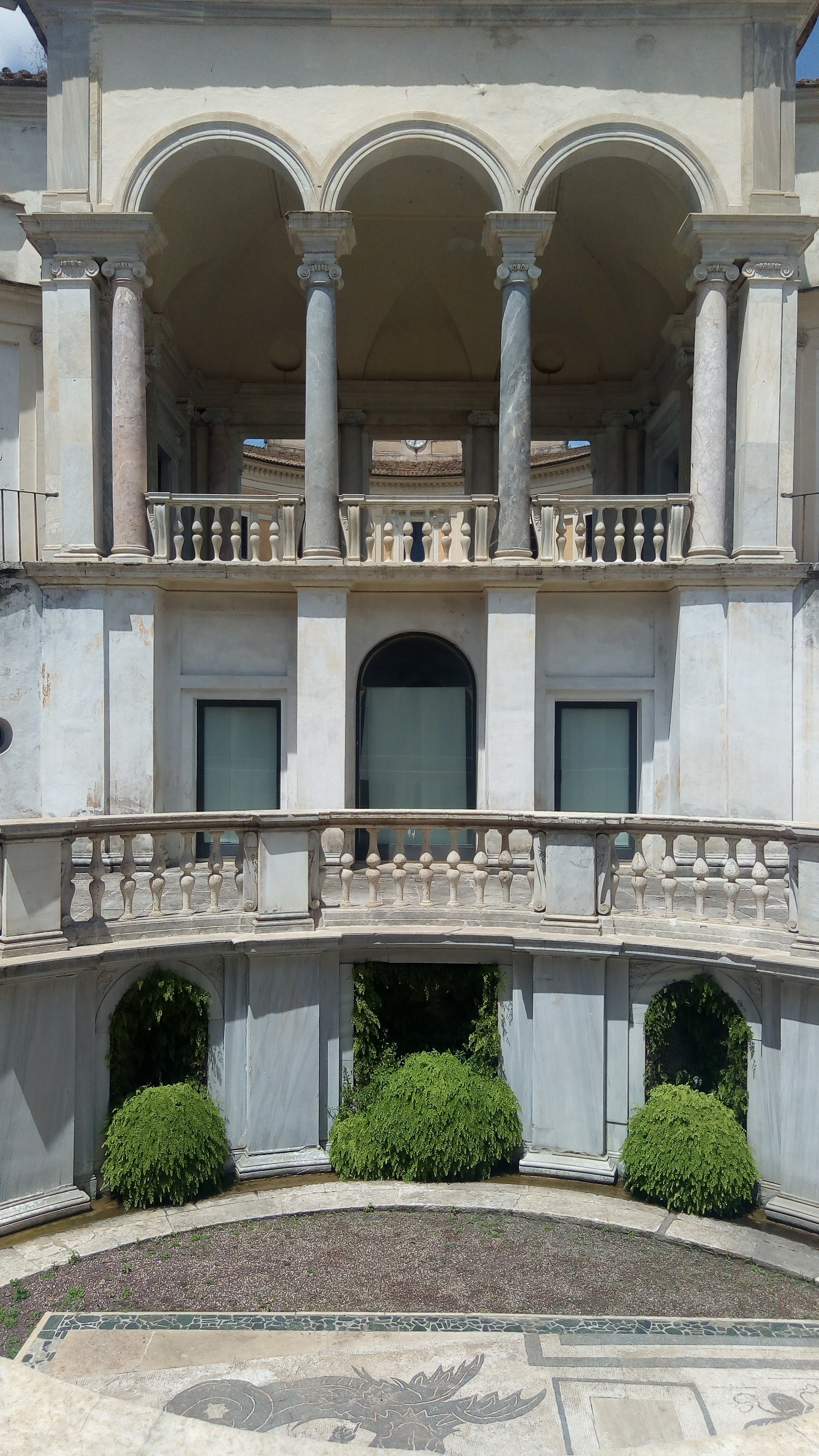
Нимфей Виллы Джулия в Риме. Совместно с Дж. Б. Виньолой
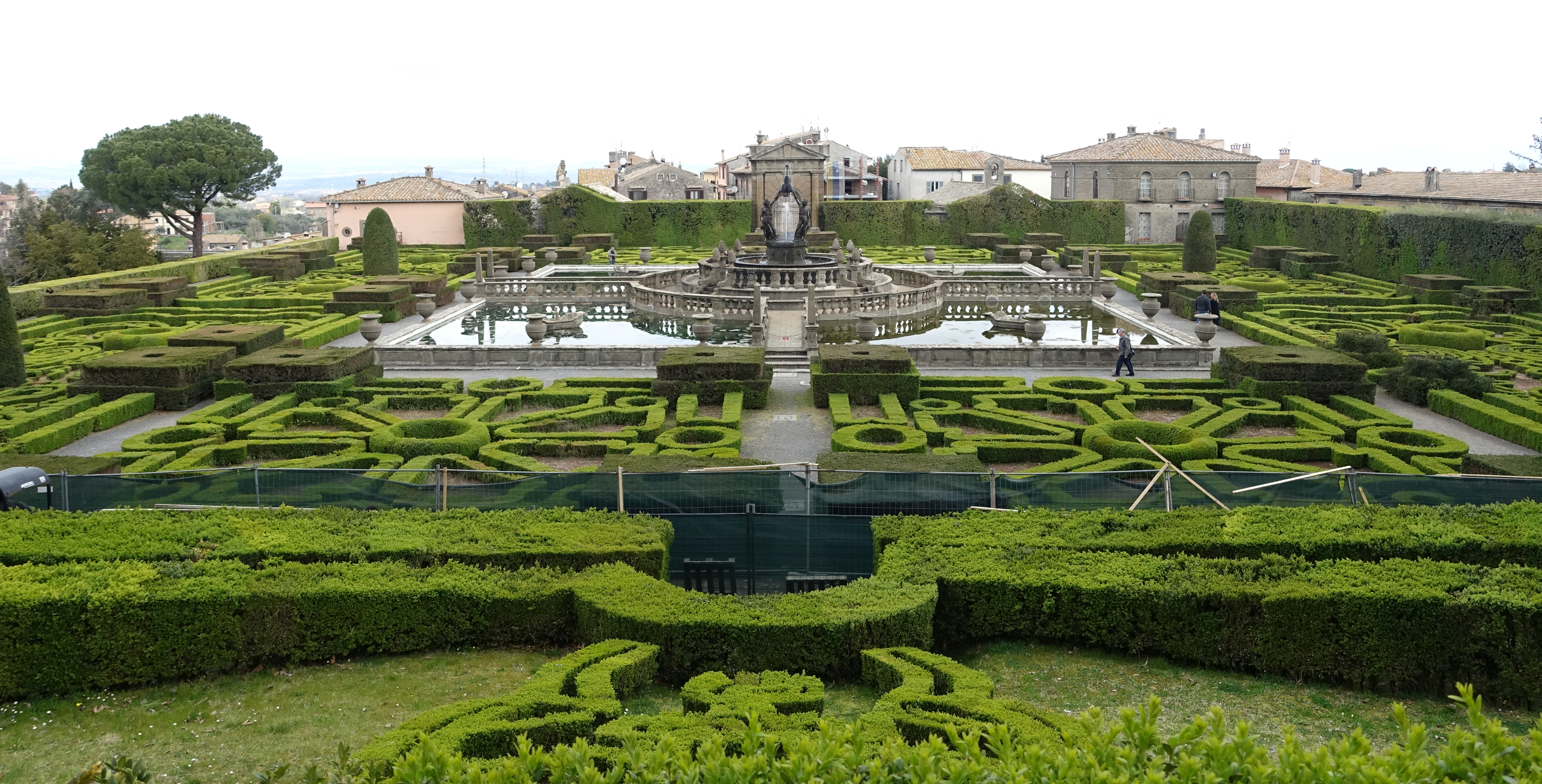
«Квадрат» садов Виллы Ланте в Банья